# Geelvlekwortelmot
De geelvlekwortelmot (Dichrorampha flavidorsana) is een vlinder uit de familie bladrollers (Tortricidae). De wetenschappelijke naam is voor het eerst geldig gepubliceerd in 1867 door Knaggs.
De soort komt voor in Europa.